# Camerun Occidental
El Camerun Occidental (West Cameroon) fou un estat de la república federal del Camerun, integrat pel que havia estat el Camerun Britànic. Estava federat amb el Camerun Oriental (abans Camerun Francès, després república autònoma del Camerun de 1957 a 1960, i després república del Camerun de 1960 a 1961) i junts formaven la república federal del Camerun. El Camerun Occidental, administrat pels britànics des de Nigèria va optar en una votació el febrer de 1961 per la seva integració amb Camerun (no hi havia altra opció que la integració a Nigèria i la integració al Camerun, la independència no es preveia). El Camerun Oriental estava format per la resta del Camerun que havia estat administrat per França i havia esdevingut república autònoma el 1957. Camerun Occidental o Camerun Britànic va tenir govern responsable des de 1954, dirigit per Emmanuel Mbela Lifate Endeley, que inicialment preconitzava l'autonomia però es va apropar a posicions favorables a la integració en Nigèria, amb les quals va guanyar les eleccions de 1957; el febrer de 1959 John Ngu Foncha va accedir al càrrec de primer ministre amb unes posicions més autonomistes que tenien suport sobretot al sud. Camerun Britànic o Occidental fou dividit en dues parts, el Camerun del Nord i el Camerun del Sud.
La república autònoma del Camerun Oriental (1957-1960), sota un govern neocolonial, va esdevenir independent (sota control francès) l'1 de gener de 1960. Llavors es va formar la república del Camerun que va existir entre l'1 de gener de 1960 i l'1 d'octubre de 1961. L'11 de febrer de 1961 es va celebrar un referèndum al Camerun Occidental: el Camerun del Nord va optar per la integració a Nigèria (que es va fer efectiva l'1 de juny de 1961); i el Camerun del Sud per la integració amb la república del Camerun (després Camerun Oriental) que es va fer efectiva l'1 d'octubre de 1961. En aquesta data la república del Camerun es va transformar en la república federal del Camerun, formada per dos estats: Camerun Oriental i Camerun Occidental. La presidència l'ostentaria el fins llavors president del Camerun (Oriental), Ahmadu Ahidjo, i la vicepresidència el primer ministre del Camerun Occidental, John Ngu Foncha. Cadascun dels dos estats tindria un govern responsable dirigit per un primer ministre.
Camerun Occidental va seguir sota el govern de John Ngu Foncha fins que va dimitir el 13 de maig de 1965 (si bé va conservar el càrrec de vicepresident) i el va succeir Augustine Ngom Jua, clarament partidari de posar fi a la federació i que el Camerun Occidental accedís a la independència. Va haver de dimitir l'11 de gener de 1968 i el president federal Ahidjo va nomenar pel càrrec a Salomon Tandeng Muna, home de la seva confiança, que va exercir fins al 2 de juny de 1972 quan la república federal del Camerun va donar pas a la república Unida del Camerun, i els dos estats existents foren suprimits.